# Neroberg

Wiesbaden vistos do Neroberg.

Neroberg (Montanha do Nero em português) é uma colina de 245 m de altura localizada na serra do Taunus. A colina pertence administrativamente ao distrito municipal Nordost (nordeste) de Wiesbaden, no estado alemão de Hesse.